# Ceratocymba sagittata
Ceratocymba sagittata is een hydroïdpoliep uit de familie Abylidae. De poliep komt uit het geslacht Ceratocymba. Ceratocymba sagittata werd in 1827 voor het eerst wetenschappelijk beschreven door Quoy & Gaimard. 